# Тодор Стоев
Тодор Стоев е български футболист, защитник. Роден е на 11 август 1988 г. в Бургас. Висок е 180 см и тежи 75 кг. От есента на 2006 г. играе за Левски (София).